# 北林幹生
北林 幹生（きたばやし みきお、1953年1月31日 - ）は、広島県出身の実業家。

## 経歴
- 1953年1月31日生
- 1976年 明治大学経営学部卒業、日興証券（現日興コーディアルグループ）入社
- 2001年 日興コーディアル証券執行役員商品共同本部長
- 2002年 取締役商品本部長委嘱
- 2003年 常務執行役員
- 2004年 常務取締役
- 2005年 専務取締役
- 2006年 取締役副社長
- 同年12月 代表取締役社長
- 2008年 取締役副会長
- 同年 同社退任
- 2011年 森ビル副社長執行役員